# Bernhard Blumenfeld
Bernhard Blumenfeld (* 14. Mai 1846 in Burgsteinfurt als Baruch Blumenfeld; † 9. April 1919 in Hamburg) war ein deutscher Großhandels-Kaufmann und Reeder.
1871 eröffnete Blumenfeld als Alleininhaber einen Kohlenhandel mit dem Namen Agentur- und Commissionsgeschäft in Bergwerks-Producten, Eisenmetallen, Kohlen etc. in Hamburg, der sich zu einem bedeutenden Unternehmen und eigener Reederei mit den Schwerpunkten Schifffahrt und Brennstoffhandel in der Hansestadt entwickelte. Blumenfeld gehörte zu den größten Kohleexporteuren in Hamburg.
Einer seiner Söhne war Otto Blumenfeld, ein Enkel war Erik Blumenfeld. Seine Tochter Clara Blumenfeld betätigte sich als Malerin und Illustratorin.